# Abdel Rahman Shalgham
Abdel Rahman Shalgham (né en 1949 en Libye), est un homme politique libyen. Ministre des Affaires étrangères de la Libye de 2000 au 4 mars 2009 où il a été remplacé à ce poste par Moussa Koussa. Il a été désigné comme représentant de son pays aux Nations unies. 

## Changement de camp
Après qu'eut commencé la guerre civile libyenne en février 2011, Shalgram prit d'abord le parti de Mouammar Kadhafi, tous les deux étant amis depuis de longues années. Il continua son soutien au régime de Kadhafi jusqu'au 22 février. Ce jour-là, il confirma que des civils n'avaient pas été la cible de bombardements (contrairement aux premiers rapports), mais il exigea l'arrêt de la violence. « Si un seul Libyen a été tué – je ne dis pas dix ou 20 -, mais un seul » déclara-t-il lors d'une conférence de presse tenue ce jour-là, « c'est un crime ».
Le 25 février, cependant, il dénonça le régime libyen dans un discours rempli d'émotion devant le Conseil de sécurité des Nations unies. La plus grande partie de la délégation libyenne de l'ONU avait abandonné Kadhafi quatre jours plus tôt. Shalgham au début « n'arrivait pas à croire » que Kadhafi tirait sur son propre peuple, mais ne pouvait plus soutenir son gouvernement après que Kadhafi avait appelé à réprimer par la force les manifestations. C'est partiellement sous sa pression que le Conseil de sécurité adopta la résolution 1970, qui imposait des sanctions sévères contre la Libye et renvoya l'affaire à la Cour pénale internationale. Shalgham salua cette résolution, affirmant qu'elle « contribuerait à mettre fin à ce régime fasciste qui existe encore à Tripoli ».
Le 5 mars 2011 Shalgam fut nommé émissaire à l'ONU par le Conseil national de transition, mais plus tôt dans la journée, le gouvernement libyen avait informé l'ONU de son intention de le remplacer comme représentant de la Libye, en nommant Ali Triki à sa place.